# Mistrzostwa Świata Strongman 2000
Mistrzostwa Świata Strongman 2000 – doroczne, indywidualne zawody siłaczy.

## Rundy kwalifikacyjne
WYNIKI KWALIFIKACJI
Data: 3, 4, 5, 6 sierpnia 2000 r.

Miejsce: Sun City  Południowa Afryka
Do finału kwalifikuje się dwóch najlepszych zawodników z każdej grupy.
Grupa 1
| Miejsce | Zawodnik        | Kraj              | Punkty           |
| ------- | --------------- | ----------------- | ---------------- |
| 1.      | Hugo Girard     | Kanada            | 28               |
| 2.      | Rob Dixon       | Anglia            | 27               |
| 3.      | Derek Boyer     | Australia         | 25,5             |
| 4.      | Whit Baskin     | Stany Zjednoczone | 23               |
| 5.      | Pieter de Bruyn | Południowa Afryka | 16,5             |
| 6.      | Jose Hervas     | Hiszpania         | 2 (kontuzjowany) |

Grupa 2
| Miejsce | Zawodnik          | Kraj              | Punkty |
| ------- | ----------------- | ----------------- | ------ |
| 1.      | Magnus Samuelsson | Szwecja           | 29     |
| 2.      | Regin Vagadal     | Wyspy Owcze       | 23     |
| 3.      | Glenn Ross        | Irlandia Północna | 23     |
| 4.      | Johnny Perry      | Stany Zjednoczone | 19     |
| 5.      | Torfi Ólafsson    | Islandia          | 18     |
| 6.      | Rene Minkwitz     | Dania             | 14     |

Grupa 3
| Miejsce | Zawodnik            | Kraj              | Punkty |
| ------- | ------------------- | ----------------- | ------ |
| 1.      | Janne Virtanen      | Finlandia         | 33     |
| 2.      | Gerrit Badenhorst   | Południowa Afryka | 23,5   |
| 3.      | Brian Schoonveld    | Stany Zjednoczone | 19,5   |
| 4.      | Torbjörn Samuelsson | Szwecja           | 19     |
| 5.      | Bernd Kerschbaumer  | Austria           | 18     |
| 6.      | Brian Bell          | Szkocja           | 13     |

Grupa 4
| Miejsce | Zawodnik          | Kraj              | Punkty            |
| ------- | ----------------- | ----------------- | ----------------- |
| 1.      | Svend Karlsen     | Norwegia          | 32                |
| 2.      | Martin Muhr       | Niemcy            | 30                |
| 3.      | Levi Vaoga        | Nowa Zelandia     | 20                |
| 4.      | Mark Philippi     | Stany Zjednoczone | 18 (kontuzjowany) |
| 5.      | Graham Mullins    | Anglia            | 15                |
| 6.      | Jean-Marc Tocaven | Francja           | 3 (kontuzjowany)  |

Grupa 5
| Miejsce | Zawodnik             | Kraj              | Punkty           |
| ------- | -------------------- | ----------------- | ---------------- |
| 1.      | Mariusz Pudzianowski | Polska            | 31               |
| 2.      | Phil Pfister         | Stany Zjednoczone | 27               |
| 3.      | Žydrūnas Savickas    | Litwa             | 27               |
| 4.      | Peter Baltus         | Holandia          | 22,5             |
| 5.      | Adrian Rollinson     | Anglia            | 12,5             |
| 6.      | László Fekete        | Węgry             | 1 (kontuzjowany) |

## Finał
FINAŁ - WYNIKI SZCZEGÓŁOWE
Data: 9, 10, 11, 12 sierpnia 2000 r.

Miejsce: Sun City, Pilansberg International Airport  Południowa Afryka
| Miejsce | Zawodnik             | Kraj              | Punkty           |
| ------- | -------------------- | ----------------- | ---------------- |
| 1.      | Janne Virtanen       | Finlandia         | 59               |
| 2.      | Svend Karlsen        | Norwegia          | 54               |
| 3.      | Magnus Samuelsson    | Szwecja           | 53               |
| 4.      | Mariusz Pudzianowski | Polska            | 49               |
| 5.      | Phil Pfister         | Stany Zjednoczone | 42               |
| 6.      | Martin Muhr          | Niemcy            | 40               |
| 7.      | Gerrit Badenhorst    | Południowa Afryka | 34               |
| 8.      | Regin Vagadal        | Wyspy Owcze       | 26               |
| 9.      | Hugo Girard          | Kanada            | 8 (kontuzjowany) |
| 10.     | Rob Dixon            | Anglia            | 5 (kontuzjowany) |